# Let the Bad Times Roll
Let the Bad Times Roll je desáté studiové album americké punk rockové hudební skupiny The Offspring, které vyšlo 16. dubna 2021. Album produkoval Bob Rock. Jde o první album pod vydavatelem Concord Records (předchozí vydavatel byl Columbia Records). Album vyšlo devět let po posledním albu Days Go by. Skupina začala s Rockem nahrávat nový materiál pro album již v létě 2013 a po opětovném nahrávání v různých studiích a v různých obdobích mezi lety 2013 a 2020 bylo album dokončeno již v roce 2020 a připraveno k vydání koncem téhož roku. Kvůli dalším vnitřním sporům uvnitř skupiny bylo však vydání alba odsunuto na rok 2021.

## Seznam skladeb
Všechny skladby napsal(i) Dexter Holland, kromě „In the Hall of the Mountain King (Edvard Grieg)“. 
| Pořadí         | Název                                             | Délka |
| -------------- | ------------------------------------------------- | ----- |
| 1.             | This Is Not Utopia                                | 2:38  |
| 2.             | Let the Bad Times Roll                            | 3:18  |
| 3.             | Behind Your Walls                                 | 3:21  |
| 4.             | Army of One                                       | 3:11  |
| 5.             | Breaking These Bones                              | 2:46  |
| 6.             | Coming for You                                    | 3:49  |
| 7.             | We Never Have Sex Anymore                         | 3:30  |
| 8.             | In the Hall of the Mountain King (instrumentální) | 1:00  |
| 9.             | The Opioid Diaries                                | 3:01  |
| 10.            | Hassan Chop                                       | 2:20  |
| 11.            | Gone Away                                         | 3:16  |
| 12.            | Lullaby                                           | 1:12  |
| Celková délka: | Celková délka:                                    | 33:21 |

Deluxe Edition
| Pořadí         | Název                                                                   | Délka |
| -------------- | ----------------------------------------------------------------------- | ----- |
| 13.            | Guerre Sous Couvertures (Francouzská verze „We Never Have Sex Anymore“) | 3:30  |
| 14.            | The Opioid Diaries (live)                                               | 3:50  |
| Celková délka: | Celková délka:                                                          | 40:48 |